# Vincent Abbadie
Vincent Abbadie (* 26. Mai 1737 in Pujo, Grafschaft Bigorre; † 18. März 1814 in Châteauneuf-sur-Loire) war ein französischer Chirurg. 

## Leben
Vincent Abbadie begann seine ärztliche Laufbahn als Chirurg in mehreren Spitälern von Bayonne, wo er mehrere Jahre tätig war und u. a. Soldaten der dortigen Garnison behandelte. Nach Ablegung mehrerer Prüfungen erhielt er das notwendige Diplom, um seinen Beruf für einige Zeit als Chirurg der Marine zur hohen See auszuüben. Anschließend begab er sich 1763 zu seiner weiteren Ausbildung nach Paris, besuchte medizinische Vorlesungen und wurde schließlich zum Chirurgen des im südlichen Pariser Vorort Le Kremlin-Bicêtre gelegenen Hospitals Bicêtre bestellt. Nach der Beendigung seines dortigen Arbeitsverhältnisses wurde er Chirurg des Herzogs von Penthriève. Durch dessen Wohlwollen erhielt er 1768 die Ernennungsurkunde zum Generalchirurg der Marine.
Abbadie gab die Schrift Précis des hernies ou desccentes (Nantes 1787) heraus, ferner die Übersetzung folgender Abhandlungen von David Macbride aus dem Englischen ins Französische (Paris 1766):
- Sur la fermentation des mélanges alimentaires
- Sur la nature et les propriétés de l’air fixe
- Sur les vertus respectives de différents antiseptiques
- Sur le scorbut
- Sur la vertu dissolvante de la chaux vive